# Videojoc d'un jugador

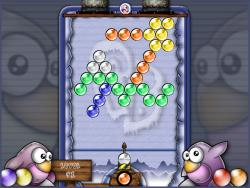
Exemple de videojoc d'un jugador, Frozen Bubble

Als videojocs, un jugador (o bé un sol jugador) es refereix a la possibilitat que té un joc de jugar-se només amb un jugador en el curs de la partida. Tanmateix un «joc d'un sol jugador» implica que el joc només pot ser jugat per una persona, mentre que un «mode d'un sol jugador» pot referir-se a un joc en què hi poden jugar moltes persones, però cadascun amb el seu propi personatge de joc.
La majoria dels videojocs d'ordinador són d'un sol jugador. Els videojocs de dos jugador va aparèixer quan es va crear el primer ordinador personal, i el 1978 es van introduir els primers videojocs multijugador, coneguts com a MUD. A principis dels anys 1990 es van introduir bastant jocs que utilitzaven una xarxa local i mòdems nuls per als modes multijugador. El Unreal Tournament és un bon exemple d'aquest tipus de videojocs.

## Història
Els primers jocs, com Tennis for Two (1958), Spacewar! (1962), i Pong (1972), eren jocs dissenyats per ser jugat per dos jugadors. Els jocs d'un sol jugador van guanyar popularitat després d'això, amb títols primerencs com Speed Race (1974) i Space Invaders (1978).
La raó d'això, d'acord amb Raph Koster, es deu a una combinació de diversos factors: els equips i interfícies cada vegada més sofisticats que van permetre el mode de joc asimètric, el joc cooperatiu i el lliurament historia dins d'un marc de joc, juntament amb el fet que la majoria dels jugadors de jocs primerencs hi havia introvertit tipus de personalitat (d'acord amb el indicador Myers-Briggs).

## Elements del joc
Com la narrativa i els enfrontaments en una sessió per a un sol jugador són creats per una computadora en lloc d'un contrincant humà, aquest tipus de títols són capaços de proporcionar certes experiències de joc que estan normalment absents (o minimitzades) en els títols multijugador.

### Argument
Les partides d'un sol jugador depenen d'històries convincents per ficar al jugador en l'experiència que s'està vivint, i crear així un alt grau d'immersió. Els éssers humans són impredictibles, així que no es poden utilitzar jugadors humans (aliats o enemics) per avançar una narrativa en una adreça particular, per la qual cosa els jocs multijugador tendeixen a evitar centrar-se en una narrativa lineal. Per contra, molts jocs d'un sol jugador es construeixen al voltant d'una història irresistible.

### Personatges
Mentre que un títol multijugador se centra en la interacció entre humans per entretenir, i també en la creació d'un sentit de companyonia, un joc per a un sol jugador ha de crear ambdues coses artificialment. Per tant, els jocs d'un sol jugador requereixen una caracterització més meticulosa de les seves personatges no jugables amb la finalitat d'establir una connexió entre el jugador i els personatges amistosos, però també per desenvolupar una profunda antipatia cap a l'antagonista del joc. Est és el típic cas dels jocs de rol, com Dragon Quest, Kingdom Hearts i la sèrie Final Fantasy, que estan principalment centrats en els seus antagonistes.

### Excepcions
Ha de tenir-se en compte que aquests elements de joc no són regles inamovibles. Diversos jocs tipus puzle com Tetris o els de carreres se centren en les mecàniques de joc.